# 多田大輔
多田 大輔（ただ だいすけ、1996年5月25日 - ）は、徳島県徳島市応神町出身の元プロ野球選手（捕手）。社会人野球選手時代の一時期は住吉姓でプレーしていた。

## 経歴
幼稚園の時に野球を始める。徳島市応神小学校卒業後に進学した徳島市応神中学校軟式野球部では、徳島県大会で準優勝した。徳島県立鳴門渦潮高等学校1期生として入学し野球部に入部した。3年時の春の徳島県大会決勝戦ではランナーを牽制で3回、盗塁で2回アウトにする活躍でスカウトの注目を集めた。2014年ドラフト会議で広島東洋カープから7位指名を受け、11月14日に契約金2,500万円、年俸450万円で仮契約を結んだ。
2017年10月4日、一軍出場を果たせぬまま球団より戦力外通告を受ける。
2018年は富山の社会人野球クラブチームのバンディッツベースボールクラブでプレー。同年7月18日、自身のTwitterで結婚を報告し、後述の伯和ビクトリーズ所属時までは住吉姓でプレーしていた。
2019年は広島県東広島市の伯和ビクトリーズでプレーすることを自身のTwitterで報告した。2019年限りで野球選手としてのキャリアを退くことを伯和ビクトリーズの公式ブログで表明した。
この時の引退表明後も広島県内に居住し、府中町に本社を置くオールハウス株式会社のプロパティマネジメント事業部で勤務していることを自身のSNSで公表していた。
2022年5月にソフトボールチーム「ブービーズ」の一員として広島県予選に出場。決勝戦で決勝2点本塁打を打つなど、4試合で11打数7安打5本塁打の活躍を見せ、優勝に貢献した。8月開催の全国大会・第19回全日本一般男子ソフトボール大会へも出場したが、2回戦で敗退した。2023年6月にも「ブービーズ」の一員として広島県予選に出場し、2連覇を達成した。
2023年7月より大阪府に居住を移し、堺市に拠点を置く社会人野球クラブチーム・GXAジェッツ（JABA奈良連盟所属）のコーチに就任。選手を兼任しており、現役復帰となる。同年末には軟式野球チームのエースファクトリーベースボールクラブへの入部の希望を出し、そちらにプレーの場を移している。また、自身のSNSにおいて、大阪市北新地のバーにおいて勤務している事を投稿している。

## 選手としての特徴・人物
小学6年時で身長が168cm、高校生の時点で身長189cm・体重91kgと体格に恵まれ、遠投100m、二塁送球1.81秒を記録する。
最初に所属した少年野球チームの背番号は24で、現役時代に背番号24でプレーしていた高橋由伸を憧れの人として挙げる。
座右の銘は「謙虚・感謝・努力」「天網恢々疎にして漏らさず」。

## 詳細情報

### 年度別打撃成績
- 一軍公式戦出場なし

### 背番号
- 64 （2015年 - 2017年）